# ポケモンショックテトリス
『ポケモンショックテトリス』は、任天堂の子会社である、株式会社ポケモンから発売された日本のゲームソフト。
2002年3月21日にポケモンミニ用のパズルゲームとして発売された。
本作品ではテトリスとしては初のペントミノが登場、本体を叩くとピース左右反転、一度に4列以上揃えると画面右にシルエットで表示されているポケモンゲットなど独自のフィーチャーが加えられている。また赤外線によるワイヤレス通信を利用した対戦機能もある。